# Yves Petry

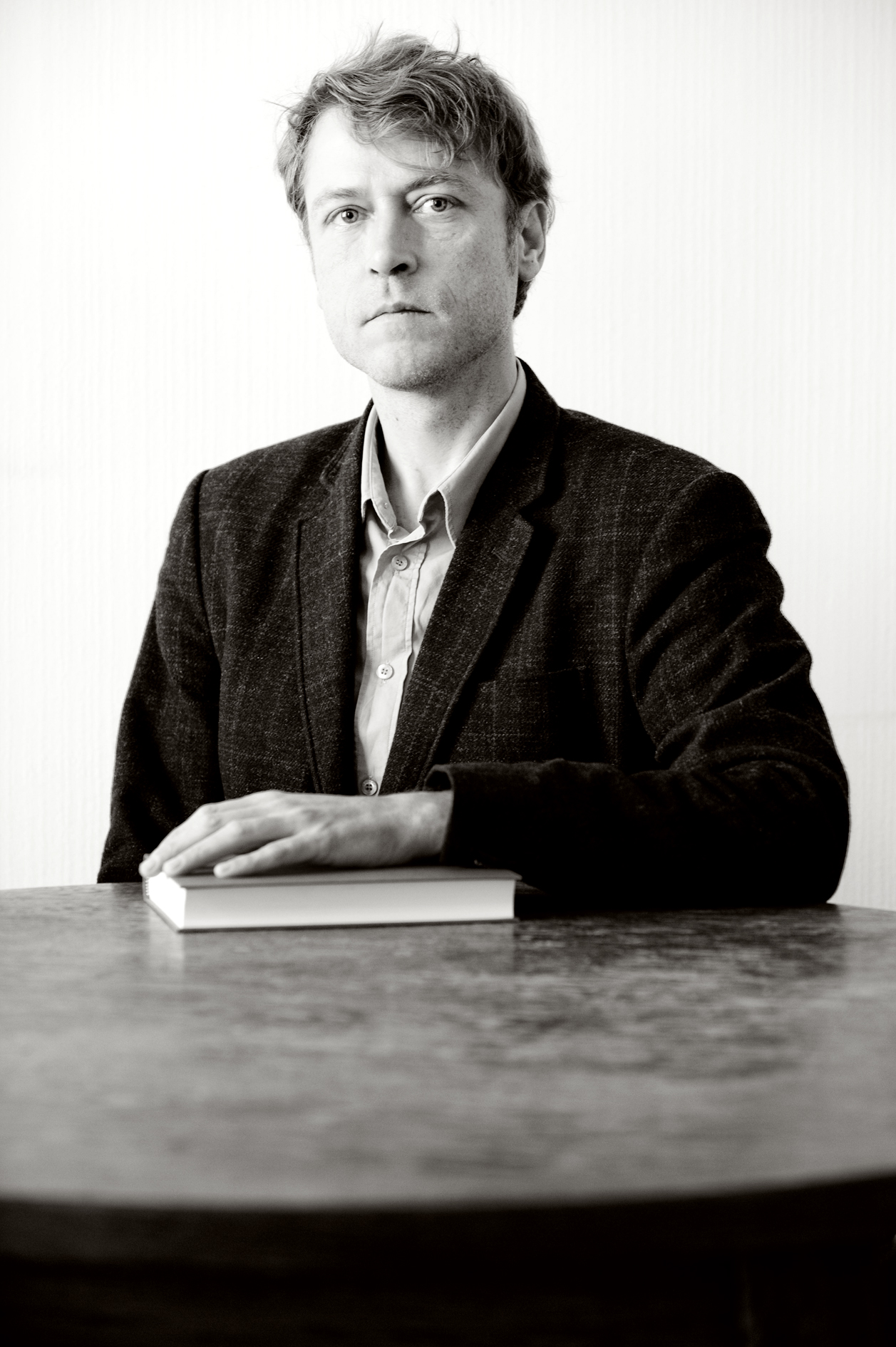
Yves Petry

Yves Petry (* 26. Juli 1967 in Tongern)  ist ein flämischer Schriftsteller und Journalist.

## Biografie
Petry studierte Mathematik und Philosophie an der Universität Löwen (Katholieke Universiteit Leuven, KUL) und ist Hauptredakteur der Zeitschrift für Literatur und Geistesleben Dietsche Warande & Belfort (DWB) und auch in der Zeitschrift Nieuw Wereldtijdschrift (NWT).
Als Romanschriftsteller debütierte er 1999 mit Het jaar van de man (Das Jahr des Mannes), wofür ihm viel Lob zugesprochen wurde. Danach publizierte er den ebenfalls von der Kritik gelobten Roman Gods eigen muziek (Gottes eigene Musik). Im Jahr 2003 erschien mit De laatste woorden van Leo Wekeman (Die letzten Worte von Leo Wekeman) sein dritter Roman. Für den Roman De achterblijver (Der Nachzügler) aus dem Jahr 2006 erhielt Petry den BNG Neuen Literaturpreis (BNG Nieuwe Literatuurprijs) und den Literaturpreis der Provinz Flämisch-Brabant (Prijs van de provincie Vlaams-Brabant) zugesprochen. Auch sein fünfter Roman wurde prämiert: Der vielgepriesene Roman De maagd Marino wurde mit dem renommierten Libris-Literaturpreis und auch mit dem Inktaap ausgezeichnet. Unter dem Titel "In Paradisum" ist dieses Buch im Jahr 2016 in Deutsch herausgekommen. Sein bisher letzter Roman Liefde bij wijze van spreken erschien 2015.
Über seine Tätigkeit als Romanautor hinaus schrieb Petry Erzählungen, Theaterstücke und Essays.

## Bibliografie

### Romane
- Het jaar van de man. 1999, ISBN 90-234-3826-4.
- Gods eigen muziek. 2001, ISBN 90-234-7082-6.[3][4]
- De laatste woorden van Leo Wekeman. ISBN 90-234-1250-8.[5][6]
- De achterblijver. 2006, ISBN 90-234-2070-5.[7]
- De maagd Marino. 2010, ISBN 978-90-234-5444-1.[8][9]
- Deutsche Übersetzung des Romans: In Paradisum. (Aus dem Niederländischen von Gregor Seferens), Verlag Luftschacht, Wien 2016, ISBN 978-3-902844-91-0.[10]
- Liefde bij wijze van spreken. Verlag De Bezige Bij, Amsterdam 2015, ISBN 978-90-234-8607-7.[11]

### Erzählungen und Essays
- Jezus leeft. Erzählung. In: Mooie jonge honden : nieuw Vlaams literair talent. Zusammenstellung / Redaktion De Brakke Hond. Verlag Van Halewyck, Leuven 2003, ISBN 90-5617-529-7.[12]
- Mĳn leven als foetus. (= Belgica 1). Verlag Voetnoot, Amsterdam u. a. 2010, ISBN 978-90-78068-56-3.
- De zorgen van een schrijver. Neujahrslesung, Edit. 2012, ISBN 978-94-6058-098-7.[13]

### Theaterstücke
- mit Annelies Verbeke: Liefde bij wijze van spreken. Ein Theaterstück in Briefen; aufgeführt durch die Theatergesellschaft STAN Antwerpen, 2009.[14]
- De Misdaad (Bearbeitung des Stücks Der Mann ohne Eigenschaften von Robert Musil), Verlag Bebuquin. Premiere 16. Mai 2012, Regie: Guy Cassiers.

### Beiträge in Zeitschriften
- Beitrag in: Bunker Hill: tĳdschrift met literatuur. Vol. 4 (2001) Nr. 15. ISSN 1386-6397[15]
- De onmogelĳke woorden. Über Poesie. In: DWB. Vol. 150 (2005) Nr. 3, S. 371–376.
- Het lied & De wetten : aan schrĳvers en lezers. Über Literatur und Wissenschaft. In: DWB. Vol. 151 (2006) Nr. 2, S. 207–211.
- De ruis van robots: interview met Luc Steels. / Co-Autor: Kamiel Vanhole. In: DWB. Vol. 151 (2006) Nr. 2, S. 207–211. 2006.
- Goudglans en sterrenstof. In: DWB. (2009) Nr. 5. 2009.
- De zorgen van een schrijver: Monatliche Kolumnen in De Leeswolf.[16]

### Blogs
- 2007: Gastblogger der Woche, in: De Volkskrant, 29. Januar – 3. Februar 2007; über seine Erfahrungen als Gewinner des BNG-Literaturpreises.[17]

## Interviews
- 2001: Interview durch Coen Simon: De liefde houdt van wandelen : Yves Petry schrijft een spinozistische roman[3]
- 2006: Interview durch Frans Crols: Bart Verhaeghe (Eurinpro) vs. Yves Petry[18]

- 2010: Interview durch Esther Wils: Literatuur creëert problemen, niet om ze op te lossen maar om ze interessant te maken[19]
- 2011: Tom Van Imschoot: Vlaamse schrijvers over de afstand tot Nederland[20]
- 2011: Interview durch Elsbeth Etty: Niets mis met zinloosheid[9]

## Auszeichnungen
- 2006: BNG Neuer Literaturpreis (BNG Nieuwe Literatuurprijs) für sein Œuvre[21]
- 2007: Literaturpreis der Provinz Flämisch-Brabant (Literatuurprijs van de provincie Vlaams-Brabant) für De achterblijver[22]
- 2011: Libris-Literaturpreis (Libris Literatuur Prijs) für De maagd Marino[23]
- 2012: De Inktaap für De maagd Marino.

### Nominierungen
- 2004: Longlist AKO-Literaturpreis für De laatste woorden van Leo Wekeman[24]
- 2007 – Nominierung Gerard-Walschap-Preis (Literatuurprijs Gerard Walschap-Londerzeel / Gerard Walschapprijs) für De achterblijver[25]